# Motor Lublin (piłka nożna) w sezonie 1960
Sezon 1960 był dla Motoru Lublin 7. sezonem na trzecim szczeblu ligowym. W osiemnastu rozegranych spotkaniach, Motor zdobył 20 punkty i zajął piąte miejsce w tabeli. Trenerem zespołu był Kazimierz Dworski. Ze względu na zmianę cyklu rozrywek decyzją PZPN i wprowadzenie w lidze okręgowej systemu jesień-wiosna od sezonu 1960/1961, termin ostatniej kolejki rozgrywek ustalono na 15 lipca.

## Przebieg sezonu
W styczniu nowym trenerem Motoru został Kazimierz Dworski. Dotychczasowy szkoleniowiec, Leon Kozłowski został trenerem-koordynatorem w Lubelskim Okręgowym Związku Piłki Nożnej. W przerwie zimowej Motor rozegrał kilka meczów sparingowych, między innymi z Budowlanymi Lublin (7:0), dwa z Radomiakiem Radom (4:3 i 4:1) oraz z Lechem Poznań w Szklarskiej Porębie (2:3). Do klubu przybyli między innymi Kazimierz Kułak (poprz. Garbarnia Kraków) i Bernard Pieszek (poprz. Naprzód Lipiny). W składzie Motoru znaleźli się bramkarze: Zub, Mołda, Porwisz, obrońcy: Jakubiec, Bielecki, Szafrański, Majewski, A. Pieszek, pomocnicy: Dąbek, Dworakowski, R. Pieszek, napastnicy: Jezierski, B. Pieszek, Kułak, Kalinowski, Grzeja, Wiśniowski. Po rundzie wiosennej Motor zajmował 1. miejsce, mając tyle samo punktów co 2. w tabeli WKS Unia, jednak lepszy stosunek bramek.
Pozycję lidera Motor utracił w pierwszej kolejce spotkań II rundy remisując w Lublinie ze Stalą Poniatowa 2:2, prowadząc do przerwy 2:0. Gospodarze kończyli ten mecz w dziewięciu, po usunięciu z boiska B. Pieszka i R. Pieszka. W czerwcu zarząd Lubelskiego Okręgowego Związku Piłki Nożnej nałożył karę rocznej dyskwalifikacji na trenera Kazimierza Dworskiego za próbę przekupstwa dwóch zawodników WKS Unii. W sezonie 1960 Motor zajął 5. miejsce.

## Mecze ligowe w sezonie 1960
| Data             | Przeciwnik       | D/W | Miejsce             | Wynik M/P | Strzelcy                                                      | Źródło        |
| ---------------- | ---------------- | --- | ------------------- | --------- | ------------------------------------------------------------- | ------------- |
|                  |                  |     |                     |           |                                                               |               |
| RUNDA WIOSENNA   |                  |     |                     |           |                                                               |               |
|                  |                  |     |                     |           |                                                               |               |
| 13 marca 1960    | Stal Poniatowa   | W   | Poniatowa           | 2:2       | Jezierski ?', ?'                                              | [ 14 ]        |
| 20 marca 1960    | KS Lublinianka   | D   | Stadion Lublinianki | 3:1       | Kułak 1', ?', ?' (k)                                          | [ 15 ]        |
| 26 marca 1960    | Unia Lublin      | D   | Stadion Lublinianki | 0:1       |                                                               | [ 16 ]        |
| 3 kwietnia 1960  | Stal Kraśnik     | W   | Kraśnik             | 0:0       |                                                               | [ 17 ]        |
| 9 kwietnia 1960  | Hetman Zamość    | D   | Stadion Lublinianki | 3:0       | Kułak 25', 41', 49'                                           | [ 18 ] [ 19 ] |
| 24 kwietnia 1960 | Czarni Dęblin    | W   | Dęblin              | 4:0       | A. Pieszek ?', ?', Kułak, Jezierski                           | [ 20 ]        |
| 30 kwietnia 1960 | Łada Biłgoraj    | D   | Stadion Lublinianki | 5:1       | B. Pieszek ?', ?' (k.), A. Pieszek ?', Jezierski ?', Piróg ?' | [ 21 ]        |
| 8 maja 1960      | Budowlani Lublin | W   | Stadion Budowlanych | 4:0       | B. Pieszek ?', ?', Kułak 45', ?'                              | [ 22 ]        |
| 14 maja 1960     | Technik Zamość   | D   | Stadion Lublinianki | 4:1       | Jezierski 7', 85', Piróg 35', Kułak 60'                       | [ 10 ] [ 23 ] |
|                  |                  |     |                     |           |                                                               |               |
| RUNDA JESIENNA   |                  |     |                     |           |                                                               |               |
|                  |                  |     |                     |           |                                                               |               |
| 22 maja 1960     | Stal Poniatowa   | D   | Stadion Lublinianki | 2:2       | Kułak 16', Jezierski 33'                                      | [ 11 ] [ 24 ] |
| 28 maja 1960     | KS Lublinianka   | W   | Stadion Lublinianki | 1:2       | Kułak 53' (k)                                                 | [ 25 ]        |
| 5 czerwca 1960   | Unia Lublin      | W   | Stadion Lublinianki | 1:2       | Kalinowski 21'                                                | [ 26 ] [ 27 ] |
| 12 czerwca 1960  | Stal Kraśnik     | D   | Stadion Lublinianki | 0:2       |                                                               | [ 28 ]        |
| 15 czerwca 1960  | Hetman Zamość    | W   | Zamość              | 2:2       | Jakubiec ?', Szafrański ?'                                    | [ 29 ]        |
| 19 czerwca 1960  | Czarni Dęblin    | D   | Stadion Lublinianki | 1:3       | A. Pieszek 19'                                                | [ 30 ] [ 31 ] |
| 26 czerwca 1960  | Łada Biłgoraj    | W   | Biłgoraj            | 1:1       | A. Pieszek ?'                                                 | [ 32 ]        |
| 1 lipca 1960     | Budowlani Lublin | D   | Stadion Lublinianki | 3:1       | Piróg ?', Pieszek ?', Kułak ?'                                | [ 33 ] [ 34 ] |
| 10 lipca 1960    | Technik Zamość   | W   | Zamość              | 2:2       | Kułak ?', Jezierski ?'                                        | [ 13 ]        |

## Tabela lubelskiej ligi okręgowej
| Poz | Klub             | M  | Pkt | Bz | Bs |
| --- | ---------------- | -- | --- | -- | -- |
| 1.  | Unia Lublin      | 18 | 31  | 50 | 24 |
| 2.  | KS Lublinianka   | 18 | 26  | 35 | 21 |
| 3.  | Technik Zamość   | 18 | 24  | 43 | 26 |
| 4.  | Stal Kraśnik     | 18 | 22  | 48 | 21 |
| 5.  | Motor Lublin     | 18 | 20  | 38 | 23 |
| 6.  | Hetman Zamość    | 18 | 13  | 22 | 36 |
| 7.  | Stal Poniatowa   | 18 | 12  | 30 | 36 |
| 8.  | Budowlani Lublin | 18 | 12  | 26 | 47 |
| 9.  | Łada Biłgoraj    | 18 | 11  | 28 | 50 |
| 10. | Czarni Dęblin    | 18 | 9   | 21 | 58 |

Poz – pozycja, M – rozegrane mecze, Pkt – punkty, Bz – bramki zdobyte, Bs – bramki stracone